# Campbell-Railton Blue Bird
Il Campbell-Railton Blue Bird è un'automobile da record. Pilotata dal britannico Malcolm Campbell, fu la prima vettura a superare le 300 mph su terra.

## Il progetto
Il Campbell-Railton Blue Bird fu costruito a partire dal Campbell-Napier-Railton Blue Bird, che nel 1932 era stata la prima vettura a superare i 400 km/h. Fu abbandonato il motore Napier Lion, sostituito con un Rolls-Royce R, lo stesso impiegato dal Supermarine S.6B, idrocorsa vincitore della Coppa Schneider. Si trattava di un V12 da 36.582 cm³, che grazie alla sovralimentazione raggiungeva i 2.300 CV. A causa del nuovo motore la carrozzeria, in alluminio, dovette essere modificata. Di questo si occupò la Gurney Nutting and Co. Ltd, la stessa ditta che aveva realizzata la carrozzeria per il Campbell-Napier-Railton Blue bird. Anche per questa vettura la progettazione fu affidata a Reid Railton.

## Storia

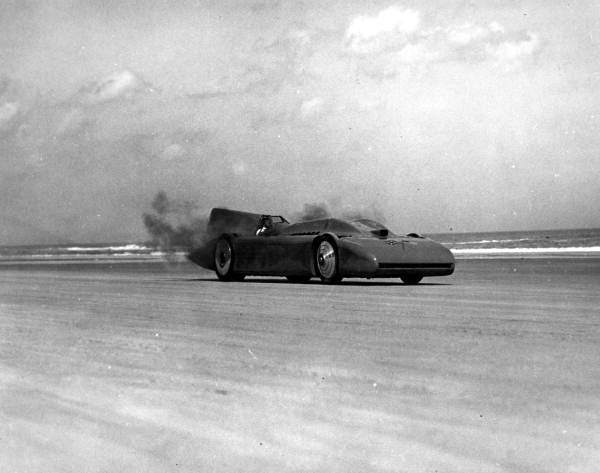
La vettura durante il secondo record a Daytona Beach, 1935

Il primo tentativo fu effettuato il 22 febbraio 1933 a Daytona Beach, dove il Campbell-Railton Blue Bird stabilì il nuovo record di velocità, con una media di 272 mph (438 km/h). Sebbene Campbell fosse soddisfatto del nuovo motore, non si riusciva a mettere a terra tutta la potenza. Il pattinamento rappresentava un problema, si stimò che a causa di ciò la vettura perdesse circa 50 mph (80 km/h) in velocità massima.
La vettura fu completamente riprogettata negli anni successivi, e nel 1935 appariva visivamente molto diversa. La carrozzeria era ora a sezione rettangolare e non lasciava più scoperte le ruote. La maggiore larghezza dava l'impressione di una vettura molto più bassa ed elegante, impressione accentuata dalla lunga coda stabilizzatrice e dal caratteristico cofano motore. Il design della vettura abbandonava il "bruto eroismo" degli anni venti e si avvicinava allo stile degli anni trenta.
Le modifiche a livello meccanico si concentrarono sul miglioramento della trazione, piuttosto che sull'aumento di potenza. Sull'asse posteriore furono montate doppie ruote. La trasmissione finale fu inoltre suddivisa in unità separate per ogni lato.
Ciò riduceva il carico su ciascuna unità, permettendo un abbassamento del posto di guida, ma costrinse ad un accorciamento asimmetrico dell'interasse, che da un lato risultava più corto di 37 mm. Furono montati degli aerofreni, azionati da un pistone ad aria compressa. Per ridurre ulteriormente il Cx, durante il record la presa d'aria del radiatore poteva essere chiusa per un breve tratto da un flap mobile. Il serbatoio fu portato da 109 ad oltre 150 L, mentre il peso complessivo salì a 5 t.
Il Campbell-Railton Blue Bird fu riportato a Daytona Beach nei primi mesi del 1935. Il 7 marzo Campbell migliorò il suo record, portandolo a 276,82 mph (445,5 km/h). L'irregolarità della superficie sabbiosa causò una perdita di aderenza, e Campbell era convinto che la vettura potesse andare più veloce. Era necessario un luogo più grande e con una superficie più liscia, e la scelta cadde su una salina, la Bonneville Salt Flats in Utah. In quest'occasione Campbell fu accompagnato dal figlio Donald. Il 3 settembre 1935 Campbell superò il muro delle 300 mph, segnando un nuovo record con una media di 301,129 mph (484,620 km/h).
Il Campbell-Railton Blue Bird è conservato nel museo del Daytona International Speedway. Una copia è conservata al Lakeland Motor Museum in Cumbria, Regno Unito.